# 尼古拉·聶甫斯基

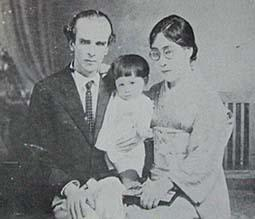
聶甫斯基與其日本籍的妻子(萬谷イソ/萬谷磯子)及女兒，1929年於日本

尼古拉·亞歷山德羅維奇·聶甫斯基（俄语：Николай Александрович Невский，1892年3月1日—1937年11月24日）俄羅斯和蘇聯語言學家，專精於東亞語言。以中世紀西夏帝國西夏語的研究獲得語言學博士學位，為當代西夏語研究的奠基者之一。

## 生平
1914年前往日本留學，俄國革命後留在小樽高等商業學校（現・小樽商科大學）・大阪外國語學校（現・大阪大學外國語學部）教書，期間進行日本民俗學、阿伊努語、宮古語和鄒語研究。1925年與北海道人"萬谷イソ(萬谷磯子)"結婚。1927年前往台灣阿里山田野調查，學習鄒語，並與當時鄒族青年矢多一生（高一生）合作編寫鄒族語典。1929年返回蘇聯，任列寧格勒大學教授。1935年在列寧格勒由蘇聯科學院出版社出版《臺灣鄒族語典》（N.A. Nevskij: Материалы по говорам языка цоу(Materaly po govoram jazyka cou), Trudy Instituta Vostokovedenija. X1. Moskva-Leningrad,1935），可謂最早的一部專門研究鄒語語言學的專書（今臺灣鄒族語典的原版）。1937年在史達林大清洗期間於圣彼得堡夫妻均被捕、遭槍殺，直到1957年才獲得平反。倖存許多手稿在1960年後重新出版，並受追贈代表蘇聯最高聲望的列寧獎。

## 家庭
夫妇二人有女儿一人，二人被杀后女儿由尼古拉·康拉德抚养成人。

## 外部連結
- N.A. Nevsky （页面存档备份，存于） - on the site of the Institute of Oriental Manuscript（英语：Institute of Oriental Manuscripts of the Russian Academy of Sciences） (former St Petersburg Branch of the Institute of Oriental Studies) （俄文） (main source)